# Schnaittach

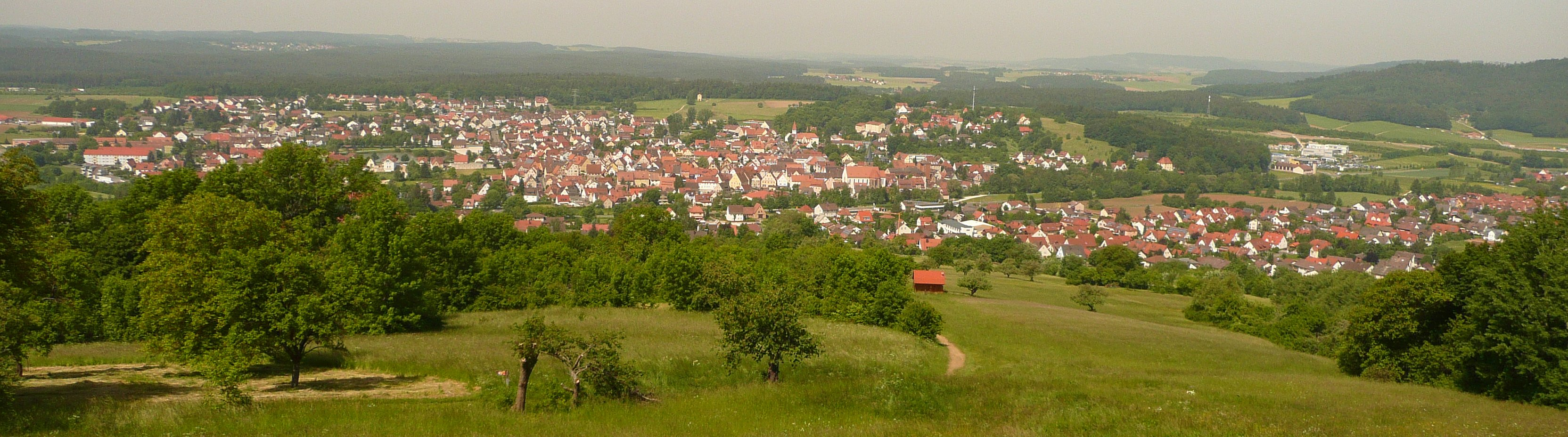
Blick auf Schnaittach vom Rothenberg

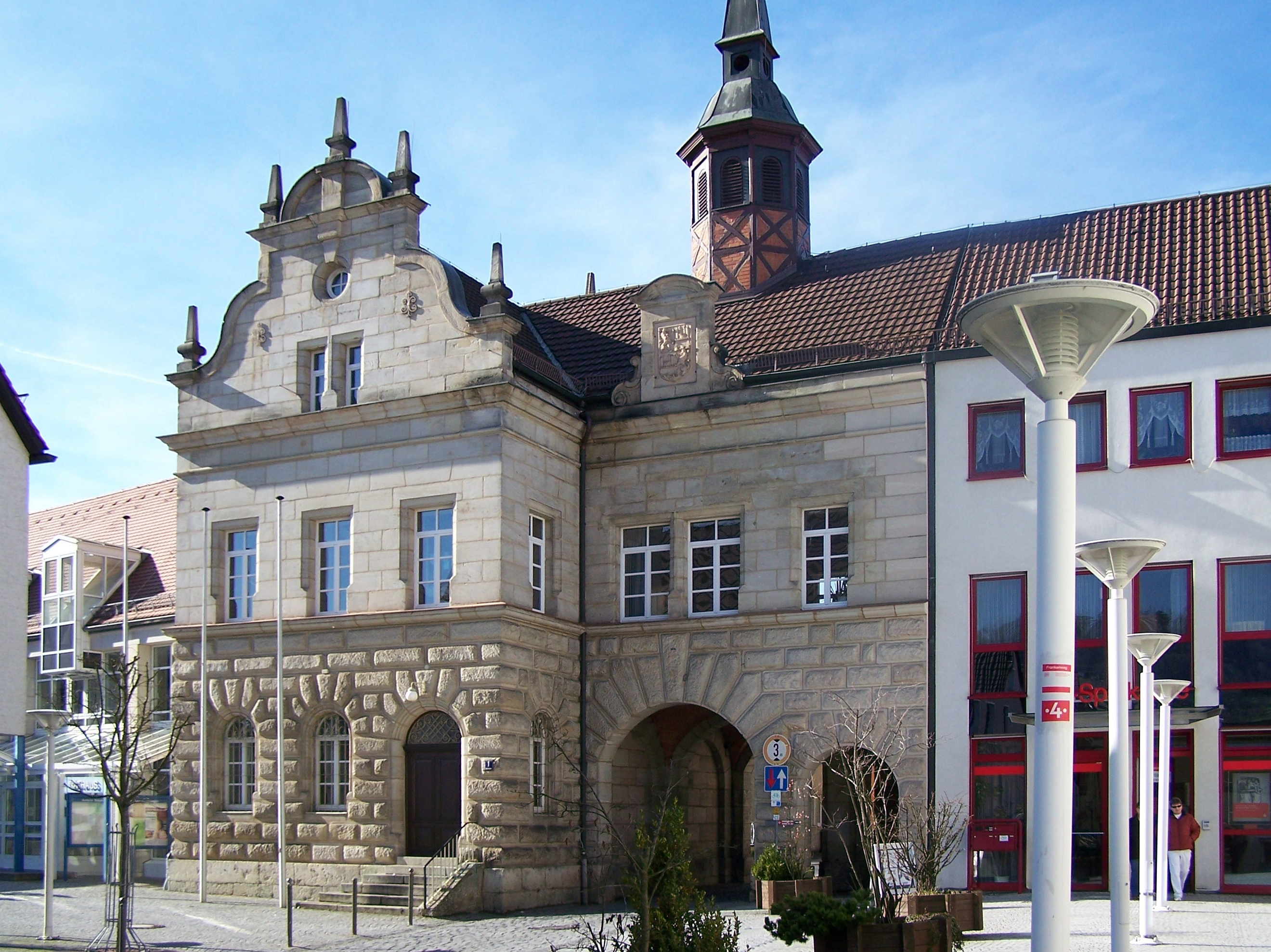
Stadttor

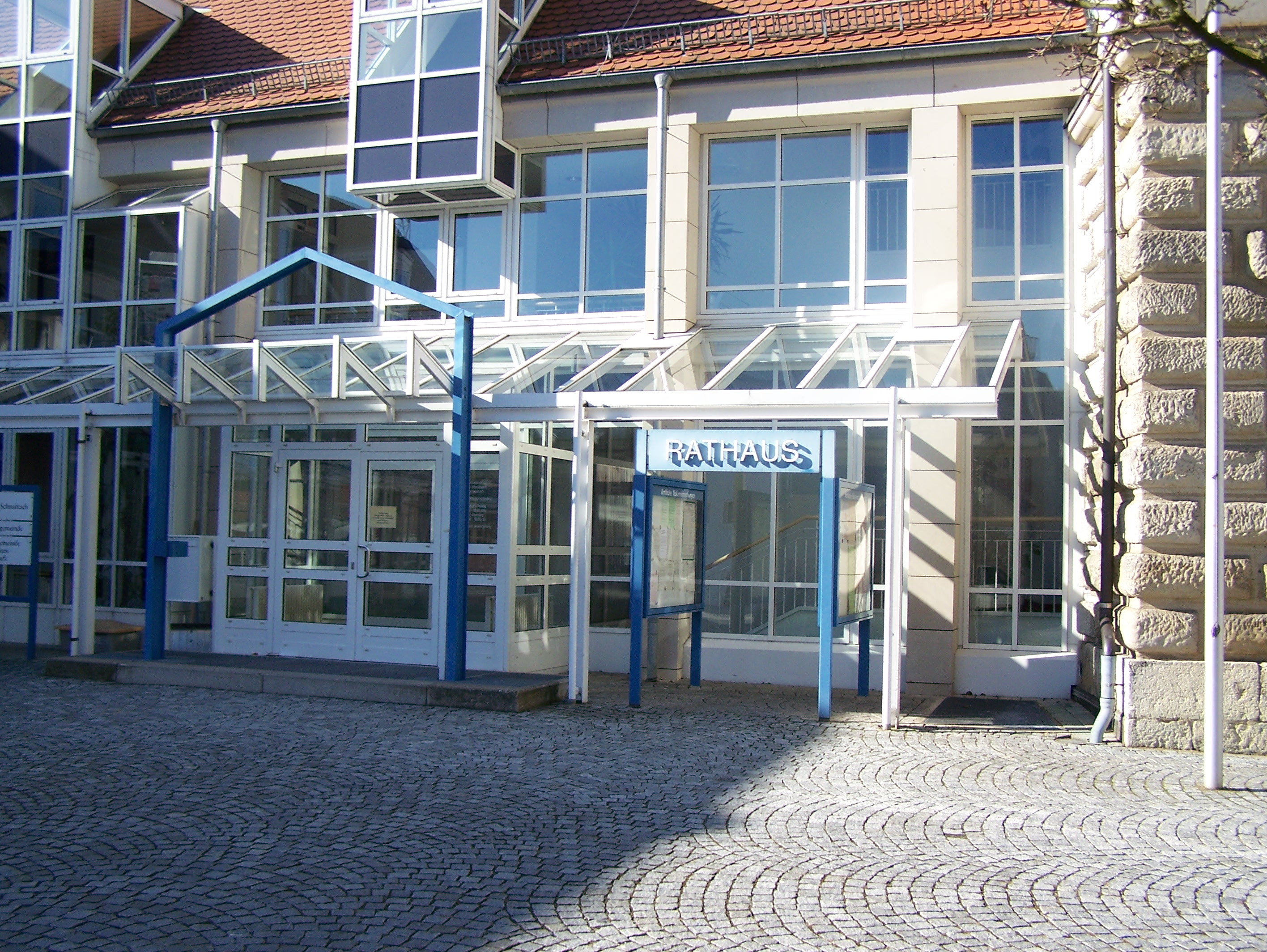
Rathaus

Schnaittach ist ein Markt im mittelfränkischen Landkreis Nürnberger Land.

## Geographie

### Geografische Lage
Der Kernort Schnaittach liegt im Schnaittachtal am Fluss gleichen Namens, einem Nebenfluss der Pegnitz, westlich des Rothenbergs am Rande der Frankenalb.
Der Untergrund (Höhen 330–400 m ü. NHN) besteht entweder aus Sandstein/Sand oder Lehm bzw. Hanggeröll der Fränkischen Alb. In Lagen über 400 Meter ist auch Kalkstein anzutreffen. Sand und Ton werden in Gruben der Umgebung abgebaut, Kalkstein in Brüchen. Der Kernort liegt westlich des Veldensteiner Forstes und östlich des Nürnberger Reichswaldes.

### Nachbargemeinden
Nachbargemeinden sind (im Nordosten beginnend im Uhrzeigersinn) Betzenstein, Kirchensittenbach, Neunkirchen am Sand, Lauf an der Pegnitz, Eckental, Igensdorf, Weißenohe und Simmelsdorf.

### Gemeindegliederung
Die Gemeinde hat 33 Gemeindeteile (in Klammern ist der Siedlungstyp angegeben):
- Bernhof (Dorf)
- Bondorf (Dorf)
- Buderhof (Weiler)
- Enzenreuth (Weiler)
- Freiröttenbach (Dorf)
- Frohnhof (Weiler)
- Germersberg (Dorf)
- Götzlesberg (Weiler)
- Großbellhofen (Dorf)
- Haidling (Dorf)
- Hedersdorf (Dorf)
- Hinterhof (Einöde)
- Hormersdorf (Dorf)
- Kaltenherberg (Einöde)
- Kirchröttenbach (Pfarrdorf)
- Kleinbellhofen (Weiler)
- Kreuzbühl (Dorf)
- Laipersdorf (Dorf)
- Lillinghof (Weiler)
- Lochhof (Einöde)
- Lohmühle (Weiler)
- Osternohe (Pfarrdorf)
- Poppenhof (Weiler)
- Rabenshof (Dorf)
- Reingrub (Weiler)
- Röhrischhof (Einöde)
- Schäferhütte (Einöde)
- Schloßberg (Dorf)
- Schnaittach (Hauptort)
- Siegersdorf (Dorf)
- Untersdorf (Dorf)
- Waizmannsdorf (Weiler)
- Weigensdorf (Weiler)

Es gibt auf dem Gemeindegebiet die Gemarkungen Bondorf, Freiröttenbach, Germersberg, Großbellhofen, Haidling, Hedersdorf, Kirchröttenbach, Osternohe, Rabenshof, Schnaittach und Siegersdorf. Die Gemarkung Schnaittach hat eine Fläche von 7,572 km². Sie ist in 3456 Flurstücke aufgeteilt, die eine durchschnittliche Flurstücksfläche von 2190,88 m² haben.

### Kirchen
- Pfarrkirche St. Kunigund, Römisch-katholische, denkmalgeschützte Pfarrkirche
- Christuskirche, Evangelisch-Lutherische Kirchengemeinde
- St. Walburga Kirchröttenbach

## Geschichte

### Schnaittach (Ort)
Der altbairische Name Sneit-aha = Grenz-bach deutet auf eine Besiedlung aus der heutigen Oberpfalz hin, wohl im 10. Jh. Mit der Grenze ist die des bairischen Nordgaus zum Herzogtum Franken gemeint. Die Ersterwähnung stammt aus dem Jahr 1011, in der Kaiser Heinrich II. den Hof „Sneitaha“ neben anderen dem kurz zuvor gegründeten Bistum Bamberg schenkte. In der Stauferzeit wurde eine Burg auf dem Alten Rothenberg im Westen erbaut und so der Grundstein zur Herrschaft Rothenberg gelegt, deren Hauptort Schnaittach bis 1806 war. Nach der Zerstörung dieser Burg 1301 wurde eine neue Burg gegenüber im Osten erbaut und dieser Berg trotz seiner weißen Kalksteine ebenfalls Rothenberg genannt. 1360 kaufte Kaiser Karl IV. die Herrschaft Rothenberg. Im Böhmischen Salbüchlein von 1366–68 erscheint Schnaittach als ein Dorf von zwölf Höfen und einem anschließenden Marktplatz. 1401 wurde Schnaittach von den Pfälzer Wittelsbachern erobert. Diese verkauften die Herrschaft Rothenberg 1478 an eine Kapitalgesellschaft fränkischer Ritter. So wurde Schnaittach zweihundert Jahre lang der Hauptort der „Raubritter GmbH“ der Rothenberger Ganerben. 1504 eroberten die Nürnberger im Landshuter Erbfolgekrieg das Gebiet der Städte Lauf an der Pegnitz, Hersbruck und Altdorf östlich von Nürnberg von den Wittelsbachern, jedoch nicht den Rothenberg. Seitdem war die Herrschaft Rothenberg als der Stachel im Fleisch der Freien Reichsstadt Nürnberg gefürchtet. Für viele Ritter aus der Gegend war es eine Ehre, sich in Schnaittach einkaufen zu dürfen, denn die Burg Rothenberg bot eine sichere Zuflucht bei Fehden.
Nach der Schlacht am Weißen Berg 1620 bekam Bayern vom Kaiser 1628 die Oberpfalz und damit auch Schnaittach als Kriegsentschädigung. Diese führten die Gegenreformation ein. Seitdem ist Schnaittach und sein Umland ein mehrheitlich katholischer Fleck in einer sonst evangelisch geprägten Gegend. Nach dem Westfälischen Frieden sollte die Herrschaft Rothenberg an die Ganerben zurückgehen. Jedoch hatte Bayern seine strategische Bedeutung erkannt und kaufte daher die Anteile daran auf. Mit der letzten Rate fiel Schnaittach 1698 endgültig an Bayern. Als Nürnberg 1806 Bayern zugeschlagen wurde, endete die strategische Bedeutung Schnaittachs als bayerischer Vorposten in Franken.

#### Das jüdische Schnaittach

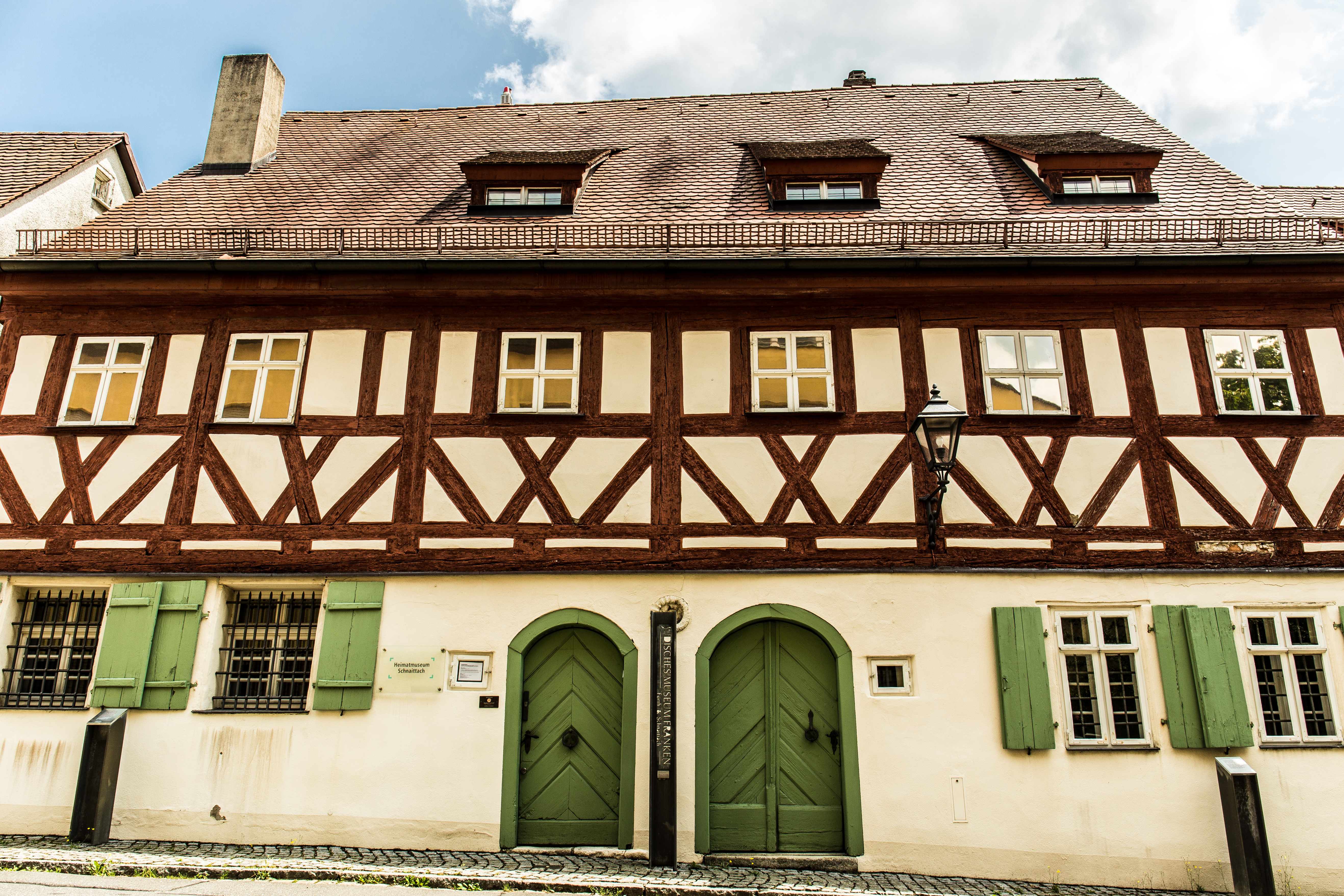
Ehemalige Synagoge mit Rabbinerwohnung

Zur Erhöhung der Rendite der Ganerbengesellschaft erlaubten die Ganerben ausdrücklich die Ansiedlung von Juden gegen Abgaben. Besonders die Vertreibung der Juden aus Nürnberg 1499 bot den Ganerben die Chance, Juden Schutz zu gewähren und an den Schutzbriefen zu verdienen. In der ersten Hälfte des 16. Jahrhunderts entwickelte sich eine florierende jüdischen Gemeinde. Seit 1537 gab es einen jüdischen Friedhof, 1569 wurde die Synagoge erbaut, seit 1605 ist ein Rabbiner nachgewiesen und seit 1615 eine Jeschiwa. Die Ganerben waren sich des Wirtschaftsfaktors der jüdischen Gemeinde sehr bewusst und ignorierten Gesuche zur Unterdrückung und Ausweisung der Juden regelmäßig. Auch unter kurfürstlich-bayerischer Verwaltung waren die Schutzbriefe für die Juden für die Gemeinde und die Regierung der Oberpfalz sehr einträglich. Daher setzen sie diese Politik fort, auch gegen Anweisungen aus München.  Das Rabbinat Schnaittach betreute auch die Orte Ottensoos, Forth und Hüttenbach, und für diese vier Orte bürgerte sich in jüdischen Kreisen die Bezeichnung Medinat Aschpah ein, nach ihren hebräischen Anfangsbuchstaben, zugleich ein Wortspiel mit dem gleichlautenden hebräischen Wort אַשְׁפָּה Aschpah („Müll“). Die jüdische Bevölkerung Schnaittachs lebte wie meist im Landjudentum vom Vieh- und vom Kurzwarenhandel. 1825 war Schnaittach zu 25 % jüdisch. Durch die jüdische Emanzipation in Bayern und das zugehörige Recht der Freizügigkeit 1871 sank der Anteil der jüdischen Bevölkerung jedoch rapide und lag 1910 nur noch bei 2,5 %. Dies bedeutete auch finanzielle Probleme bei der Besetzung der Ämter und der Reparatur der Gebäude.
Schikanen gegen Schnaittachs Juden begannen schon bald nach der Machtergreifung 1933. In der Reichspogromnacht wurden auch in Schnaittach jüdische Geschäfte zerstört, Juden verhaftet und verprügelt, jüdische Friedhöfe geschändet und die Synagoge angezündet. Letztere wurde jedoch gelöscht, um darin ein Heimatmuseum einzurichten. Bis Anfang Januar 1939 waren alle Juden aus Schnaittach geflohen. Mindestens 14 von ihnen wurden im Holocaust verhaftet, deportiert und ermordet. Nur ein einziger kehrte 1945 zurück, der 1952 verstarb.
So hat Schnaittach heute drei jüdische Friedhöfe und eine ehemalige Synagoge, aber keine Juden mehr. Das Heimatmuseum in der ehemaligen Synagoge teilt sich seine Räume seit 1990 mit dem Jüdischen Museum Franken.

### Kirchröttenbach
Der westlich von Schnaittach an der Grenze zu Eckental liegende Gemeindeteil Kirchröttenbach wurde 1054 als „Rotenbach“ erstmals urkundlich erwähnt, um 1500 dann in Kirch-Röttenbach umbenannt. Die katholische Kirche St. Walburga war zeitweise eine Kirchenburg und im 18. Jahrhundert eine beliebte Wallfahrtsstätte.

### Bellhofen
Der Ortsname Bellhofen („Pelhoven“) von Großbellhofen, das zwischen Schnaittach und Kirchröttenbach liegt, deutet auf die Höfen eines Bello hin.

### Eingemeindungen
Ehemalige Gemeinden:
- Freiröttenbach (mit Lillinghof und Schäferhütte) am 1. Juli 1971[18]
- Germersberg (mit Laipersdorf) am 1. Juli 1971[18]
- Großbellhofen (mit Kleinbellhofen, Röhrischhof und Weigensdorf) am 1. Juli 1971[18]

In Großbellhofen findet jährlich am letzten Juli-Wochenende die Kirchweih (mundartlich Kirwa) statt. Das Fest wird traditionell von der Dorfjugend organisiert.
- Hedersdorf (mit Lochhof und Poppenhof) am 1. Juli 1971[18]

Hier findet die Kirchweih traditionell an Fronleichnam und dem darauffolgenden Wochenende statt.
- Hormersdorf (mit Bernhof, Götzlesberg und Reingrub) am 1. Januar 1972[18].
- Kirchröttenbach (mundartlich Räinbo) am 1. Juli 1972[18]
- Osternohe (mit Bondorf, Frohnhof, Haidling und Schloßberg) am 1. Juli 1971[18]
- Rabenshof (mundartlich Rammershuf) am 1. Juli 1931 zu Siegersdorf, Eingemeindung von Siegersdorf am 1. Juli 1971[18]
- Siegersdorf (mit Enzenreuth, Hinterhof und Kaltenherberge) am 1. Juli 1971[18]

Siegersdorf leistete im Mittelalter seine Abgaben an den klösterlichen Oberverwalter auf dem Hohenstein. Rabenshof wurde 1275 das erste Mal urkundlich erwähnt. Es gehörte im Mittelalter zur Abtei Bergen. Hinterhof ist der kleinste Schnaittacher Gemeindeteil, der alte Name war früher Hinterrabenshof.
- Untersdorf

Untersdorf liegt auf einer Höhe von 440 m ü. NHN. Der Ortsname (mundartlich Unnerschduaf) wurde ab 1285 in den Bamberger Domnekrologen als „Tunderatesdorf“, Dorf eines Tunderat, erwähnt. Im Zweiten Markgrafenkrieg 1552/52 wurde der Ort durch Brandschatzungen von Markgraf Albrecht Alcibiades geschädigt, der Schaden betrug nach Aufzeichnungen 84 Gulden. 1662 existiert ein Seelenverzeichnis mit neun Haushalten, in denen vier Katholiken und 38 Lutheraner lebten. 1987 war Untersdorf auf 28 Wohngebäude mit 106 Einwohnern gewachsen.

### Einwohner
2003 lebten 8236 Menschen in Schnaittach. 2018 waren es 8423.

### Religionen

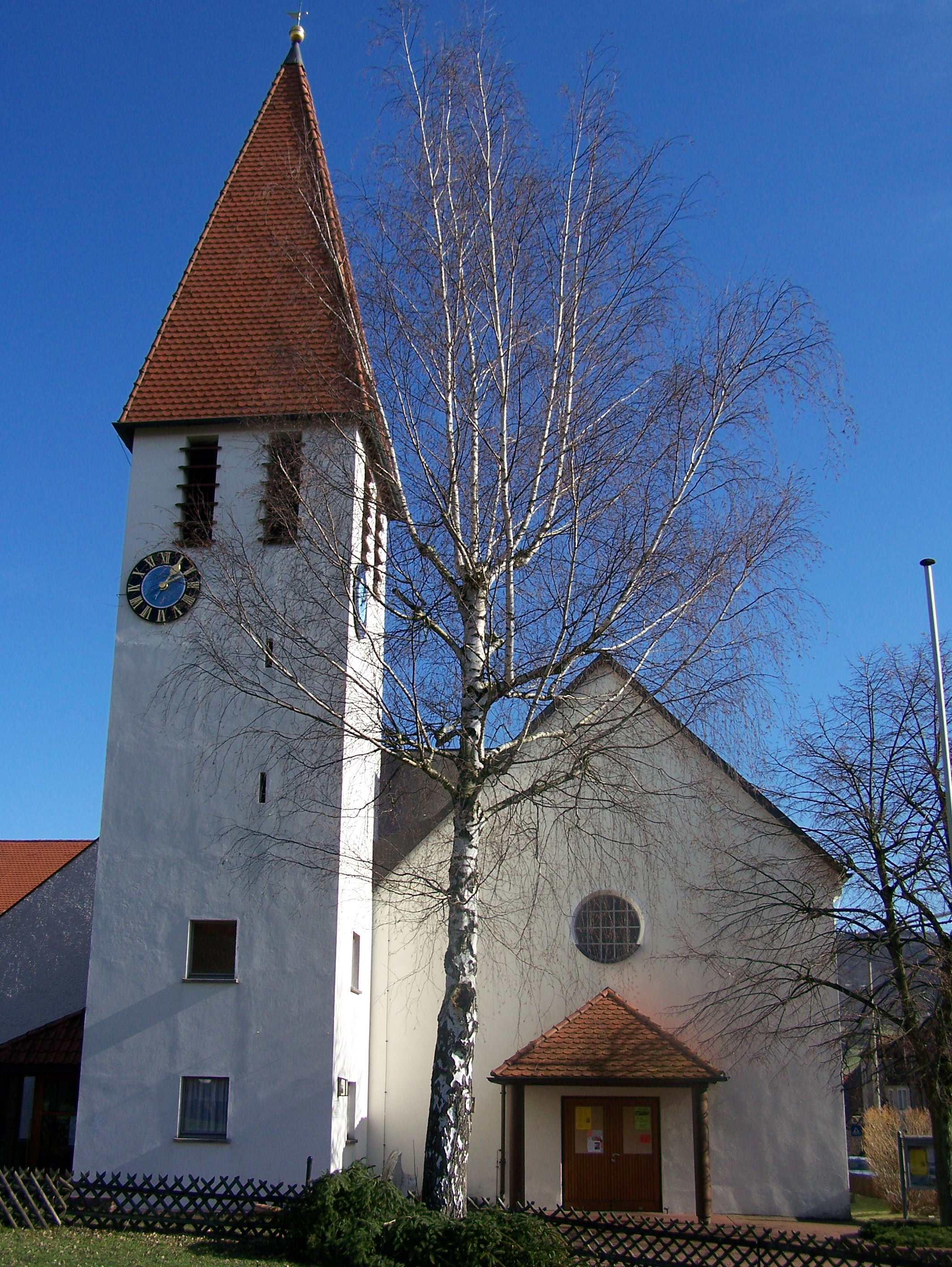
Evangelische Kirche

Bis 1806 war die christliche Bevölkerung Schnaittachs, im Gegensatz zum Umland, überwiegend katholisch. Schnaittach hatte seit dem 15. Jahrhundert eine große jüdische Gemeinde und bald einen eigenen jüdischen Friedhof. Heute befindet sich im ehemaligen Gebäudekomplex der Synagoge das Jüdische Museum in Franken (zweiter Standort in Fürth).

## Politik

### Marktgemeinderat
Der Marktgemeinderat von Schnaittach besteht aus 20 Marktgemeinderäten und dem Ersten Bürgermeister.
|      | CSU | SPD | Grüne | FW | FAIR | Bunte Liste | Gesamt   |
| 2020 | 9   | 4   | 2     | 3  | 0    | 2           | 20 Sitze |
| 2014 | 9   | 7   | 0     | 0  | 0    | 4           | 20 Sitze |
| 2008 | 8   | 7   | 1     | 2  | 2    | 0           | 20 Sitze |

(Stand: 15. März 2020)

### Bürgermeister
| seit 2014 | Frank Pitterlein (CSU)  |
| 2002–2014 | Georg Brandmüller (SPD) |

## Wappen
|  | Blasonierung: „Geviert von Schwarz und Blau; 1 und 4: je ein zugewendeter, rot gekrönter, rot bewehrter goldener Löwe; 2 und 3: auf grünem Dreiberg eine silberne Burg.“ |
|  | |

### Gemeindepartnerschaften
- Gemeindepartnerschaft mit Frohnleiten, Österreich
- Gemeindefreundschaft mit Schlettau

## Kultur und Sehenswürdigkeiten
Bekannt ist Schnaittach durch das Jüdische Museum Franken und die bedeutende Rokoko-Festung Rothenberg (Bauzeit von ca. 1729 bis 1750). Auf dem Neuen Friedhof erinnert seit 1952 ein Denkmal an 39 jüdische Einwohner, deren Grabsteine in der NS-Diktatur zerstört wurden. Jeder Hinweis auf die im Holocaust Deportierten und Ermordeten fehlt. An Opfer des Nationalsozialismus, die in Schnaittach lebten und wirkten, erinnern 17 Stolpersteine (siehe auch Liste der Stolpersteine in Schnaittach).

## Vereine
- BRK Wasserwacht OG Schnaittach
- 1. FC Schnaittach
- 1. FC Hedersdorf
- SV Osternohe 1959 e. V.
- JFG Schnaittachtal (Jugendfußballverein der drei Stammvereine 1. FC Schnaittach, 1. FC Hedersdorf und SV Osternohe)
- Ski Club Rothenberg
- Förderverein des BRK in Schnaittach
- Förderverein Freibad Schnaittach e. V.
- Interessengemeinschaft Schnaittachtalbahn
- Tennisclub Schnaittach
- Fischereiverein Schnaittachtal
- Imkerverein Schnaittach
- Pfadfinderbund Weltenbummler, Stamm Graufüchse
- Sozialverband VdK, Ortsverband Schnaittach
- Freiwillige Feuerwehr Schnaittach
- Theaterverein Edelweiß Schnaittach 1927 e. V.
- Museums- und Geschichtsverein Schnaittach e. V. (betreut das Heimatmuseum und den Geschichtsweg Schnaittach)
- Heimatverein (betreut vor allem die Festung Rothenberg)
- CVJM Schnaittach
- Blaskapelle Rothenberg

## Verkehr
Schnaittach liegt an der Schnaittachtalbahn (Neunkirchen a Sand–Simmelsdorf-Hüttenbach). Der historische, nun heruntergekommene Bahnhof steht fünf Gehminuten von der Ortsmitte entfernt. Die Züge verkehren meist stündlich nach Nürnberg Hbf und Simmelsdorf-Hüttenbach. Die Anschlussstelle Schnaittach der Bundesautobahn 9 mit Raststätte und der Talbrücke Schnaittach sind 1,5 bzw. 2 Kilometer vom Marktplatz entfernt.
Durch Schnaittach verläuft der Fränkische Marienweg.

## Sport
Von internationaler Bedeutung war der „Vollmondmarathon“ im Jahr 2004. Überregional bedeutend sind das historische Freibad mit 50m-Becken und Sprungturm, der Bikepark Osternohe mit eigenem Schlepplift und die jährlichen Radrennen. Bis vor wenigen Jahren (Klimawandel) gab es Skilifte mit steilen Pisten in Schnaittach und Osternohe und im nahen Spies und Hohenstein, sowie verschiedene Langlaufloipen.

## Persönlichkeiten
In Schnaittach geboren
- Ephraim Meyer (1779–1849), deutscher Geldwechsler und Bankier in Hannover, vermutlich in Schnaittach geboren
- Hermann Horst (1880–1946), Landrat in Wasserburg am Inn
- Fritz Schnelbögl (1905–1977), deutscher Historiker, Archivar und Heimatforscher
- Günter Eymold (* 1959), deutscher Fußballspieler

Mit Bezug zu Schnaittach
- Bärmann Fränkel (um 1645/1658–1708), Landesrabbiner der Markgrafschaft Ansbach in Fürth, war Rabbiner in Schnaittach
- Hermann Flender (1653–1725), römisch-katholischer Theologe, Dechant und Wohltäter, war Kaplan in Schnaittach
- Johann Conrad Vogel (1656–1721), Orgelbauer, war zuvor Bildschnitzer in Schnaittach
- Johann Michael Doser (1678–1756), Künstler, Holzschnitzer und Bildhauer des Barock, wuchs in Schnaittach auf
- Franz Axter (1772–1808), Mediziner und Schriftsteller, arbeitete und schrieb in Schnaittach
- Karl Rösener (1879–1956), Arzt, Kolonialpionier und Tropenmediziner in Kamerun, Medizinalrat und Professor, lebte und starb in Schnaittach
- Josef Wirth (1884–1941), akademischer Bildhauer, schuf das Kriegerdenkmal zum Ersten Weltkrieg in Schnaittach
- Karl Neupert (1910–1991), Architekt und Raumplaner, starb in Schnaittach
- Helmut Herbolsheimer (1925–1996), Fußballspieler und Trainer, trainierte den FC Schnaittach
- Georg Denzler (* 1930), römisch-katholischer Priester und Professor der Theologie, war Kaplan in Schnaittach
- Klaus Wenzel (* 1949), Lehrer, Verbands-Funktionär und Schulbuch-Autor, war an der hiesigen Hauptschule tätig
- Thomas Brunner (* 1962), Fußballspieler und Trainer, trainierte den FC Schnaittach
- Thomas Kristl (* 1963), Fußballspieler und Trainer, trainierte den FC Schnaittach
- Andrea Lipka (* 1967), Kabarettistin, Theaterleiterin und Politikerin, gründete die Bühne Tausendschön im Ort
- Jamie Leweling (* 2001), Fußballspieler, Junioren-Nationalspieler, wuchs in Schnaittach auf